# Поповка (Омская область)
Попо́вка — село в Азовском немецком национальном районе Омской области, входит в Сосновское сельское поселение.
Население — 538 чел. (2021)

## География
Село находится примерно в 15 километрах юго-западнее Омска вблизи южной кольцевой дороги мегаполиса и 5,5 км к северу от деревни Сосновка — административного центра Сосновского сельского поселения.

## История
Основано немецкими переселенцами из Самарской и Саратовской губерний на переселенческом участке № 5 Омского уезда в 1895 году. Всего в 1895-96 годах в Поповке обосновалось около 45 семей.
Название посёлка Поповка, скорее всего, было позаимствовано от мест прежнего жительства. Так, в Самарской губернии также имелась немецкая колония с названием Поповка. За селением закрепилось также и второе немецкое название «Йост».
В 1895 году на участке были построены четыре колодца, позднее ещё один. Обзаводились колодцами и отдельные дворы. Тем не менее, грунтовые воды не обеспечивали потребности крестьянских хозяйств, особенно во второй половине лета, когда запасы воды сильно истощались. Землепользование здесь было общинным. Нехватка собственных земель, особенно покосных угодий, вынуждала новосёлов арендовать земли у киргизов, а также у крупного арендатора Ф. Ф. Штумпфа.
Несмотря на трудности, посёлок обустраивался: в 1899 году был открыт хлебозапасный магазин ёмкостью в 3000 пудов зерна. В неблагоприятные годы по весне эти запасы разбирались вкладчиками на семена. На средства жителей посёлка сооружена школа. Здание школы одновременно служило и молитвенным домом. В 1907 году для культовых обрядов был выстроен отдельный дом. Близость Омска позволяла многим крестьянам посёлка в свободное от полевых работ время уходить на заработки.
В 1913 году в жилом фонде Поповки преобладали дерновые и саманные жилища, в селе действовала ветряная мельница, функционировали хлебозапасный магазин, молитвенный дом, школа. В годы Первой мировой войны село принимает беженцев.
В 1920—1921 годах избирается сельский совет. В 1929 году в селе организуется колхоз имени Сталина, в который в течение первых двух лет вошли почти все местные хозяйства. В 1937 году в колхозе на площади свыше 1,3 тыс. га возделывались зерновые, функционировала ферма крупного рогатого скота. С 1934 году действовала механическая мельница, мощностью 20 ц в сутки, кузница, плотницкая и шорная мастерские.
После войны колхозники Поповки вовлекаются в кампанию по укрупнению колхозов. В феврале 1950 года к местному колхозу им. Сталина присоединяют колхоз имени Ворошилова (деревня Мирная Долина). Чуть позже колхоз Поповки присоединяется к колхозу имени Тельмана с центром в Сосновке, местный сельский совет был упразднён.

## Население
| 1897 | 1913 | 1917 | 1926 | 1989 | 2002 | 2003 |
| ---- | ---- | ---- | ---- | ---- | ---- | ---- |
| 303  | ↘229 | ↗548 | ↘482 | ↗520 | ↗525 | ↘507 |
| 2010 | 2021 |      |      |      |      |      |
| ↗532 | ↗538 |      |      |      |      |      |

## Инфраструктура
Имеется летний лагерь «Дружба», где каждый год с 1999 года проводится фестиваль с немецко-русскими песнями и танцами.
В селе действует основная школа с преподаванием немецкого языка как родного, детский сад, ФАП, сельский клуб, библиотека, центр немецкой культуры, 2 частных магазина, располагается районный детский оздоровительный лагерь «Дружба»,аэродром , функционирует 2 территории промзоны